# Liste der peruanischen Botschafter in Kolumbien
Diese Liste der peruanischen Botschafter in Kolumbien listet Diplomaten mit Botschafterstatus der Republik Peru im Zeitraum von 1859 bis heute (2014) in der Botschaft (Embajada del Perú en Colombia) in Kolumbiens Hauptstadt Bogotá. Seit 1. September 2013 wird die Botschaft von Missionschef Néstor Popolizio Bardales geleitet.

## Liste
| Ernennung Akkreditierung | Name                          | Bemerkungen                                                     | ernannt von                      | akkreditiert während der Regierung von | Posten verlassen |
| ------------------------ | ----------------------------- | --------------------------------------------------------------- | -------------------------------- | -------------------------------------- | ---------------- |
| 1859                     | Buenaventura Seoane           | Buenaventura Seoane (* 14. August 1808 in Lima; † 15. Mai 1870) | Ramón Castilla                   | Mariano Ospina Rodríguez               |                  |
| 1939                     | Arturo García Salazar         |                                                                 | Manuel Prado y Ugarteche         | Eduardo Santos                         | 1940             |
| 1941                     | Carlos Arenas Loayza          |                                                                 | Manuel Prado y Ugarteche         | Eduardo Santos                         | 1945             |
| 1946                     | Gonzalo de Aramburú           |                                                                 | José Luis Bustamante y Rivero    | Mariano Ospina Pérez                   | 1949             |
| 1949                     | Luis Alayza y Paz Soldán      |                                                                 | Manuel Apolinario Odría Amoretti | Mariano Ospina Pérez                   | 1952             |
| 1955                     | José Félix Aramburu           |                                                                 | Zenón Noriega Agüero             | Gustavo Rojas Pinilla                  | 1958             |
| 1959                     | Víctor Proaño                 |                                                                 | Manuel Prado y Ugarteche         | Alberto Lleras Camargo                 | 1964             |
| 1964                     | Gonzalo Pizarro               |                                                                 | Nicolás Lindley López            | Guillermo León Valencia                | 1966             |
| 1966                     | Fernán Cisneros               |                                                                 | Nicolás Lindley López            | Carlos Lleras Restrepo                 | 1969             |
| 1969                     | Julio Vargas Prada            |                                                                 | Juan Velasco Alvarado            | Carlos Lleras Restrepo                 | 1971             |
| 1972                     | Alberto Wagner de Reyna       |                                                                 | Juan Velasco Alvarado            | Misael Pastrana Borrero                | 1974             |
| 1975                     | Luis Barrios Llona            |                                                                 | Francisco Morales Bermúdez       | Alfonso López Michelsen                | 1979             |
| 1980                     | Antonio Belaúnde Moreyra      |                                                                 | Fernando Belaúnde Terry          | Julio César Turbay Ayala               | 1982             |
| 1982                     | Juan José Calle y Calle       |                                                                 | Fernando Belaúnde Terry          | Belisario Betancur Cuartas             | 1985             |
| 1985                     | Javier Pulgar Vidal           |                                                                 | Alan García                      | Belisario Betancur Cuartas             | 1986             |
| 1986                     | Alejandro Saco Miró Quesada   |                                                                 | Alan García                      | Virgilio Barco Vargas                  | 1989             |
| 1989                     | Javier Pulgar Vidal           |                                                                 | Alan García                      | Virgilio Barco Vargas                  | 1990             |
| 1991                     | Alfredo Ramos Suero           |                                                                 | Alberto Fujimori                 | César Gaviria Trujillo                 | 1992             |
| 1992                     | Alberto Montagne Vidal        |                                                                 | Alberto Fujimori                 | César Gaviria Trujillo                 | 1997             |
| 1997                     | Alejandro Gordillo Fernández  |                                                                 | Alberto Fujimori                 | Ernesto Samper Pizano                  | 2001             |
| 2001                     | Harold Forsyth Mejía          |                                                                 | Alejandro Toledo Manrique        | Andrés Pastrana Arango                 | 2004             |
| 2004                     | José Luis Pérez Sánchez-Cerro |                                                                 | Alejandro Toledo Manrique        | Álvaro Uribe Vélez                     | 2006             |
| 2006                     | José Antonio Meier Espinosa   |                                                                 | Alan García                      | Álvaro Uribe Vélez                     | 2008             |
| 15. Apr. 2009            | Jorge Voto-Bernales Gatica    |                                                                 | Ollanta Humala                   | Juan Manuel Santos                     | 2011             |
| 2012                     | Gustavo Lembcke Hoyle         |                                                                 | Ollanta Humala                   | Juan Manuel Santos                     | 2013             |
| 1. Sep. 2013             | Néstor Popolizio Bardales     | (* Februar 1955 in Pucallpa)                                    | Ollanta Humala                   | Juan Manuel Santos                     | 2016             |
| 2016                     | Ignacio Higueras Hare         |                                                                 | Pedro Pablo Kuczinski            | Iván Duque                             | 2022             |